# جون أندرسون (ناشر)
جون أندرسون (بالإنجليزية: John Anderson)‏ هو ناشر نرويجي وأمريكي، ولد في 22 مارس 1836، وتوفي في 24 فبراير 1910.